# Хуліо Камба
Хуліо Камба (Julio Camba Andreu, 16 грудня 1884, Villanueva de Arosa, провінція Понтеведра, — 28 лютого 1962, Мадрид, Іспанія) — іспанський письменник і журналіст.

## Біографія
Народився в сім'ї середнього класу: його батько був практикуючим і шкільним вчителем, а старшим братом був Франциско Камба.
У тринадцятирічному віці він втікає з дому і вирушає на борт судна, що йде до Аргентини. У Буенос-Айресі потрапляє в анархічні кола і робить свої перші літературні проби, написавши прокламації і брошури. У результаті в 1902 році його вигнали з Аргентини разом з іншими іноземними анархістами.
Повернувшись до Іспанії, починає працювати в "Газеті Понтеведра", але швидко осідає в Мадриді, де пише для анархістських видань, таких як "El Porvenir del Obrero". Через кілька місяців створює власну газету на вулиці Ла Мадера: "El Rebelde". Антоніо Аполо  супроводжував і допомагав йому у цьому. З 1905 року Хуліо Камба працює журналістом в республіканській газеті "Ель-Паїс". Його праці мають різноманітну тему, і в них він показує свою незалежність. У цій газеті він залишився до 1907 року, коли почав своє завдання як парламентський журналіст у "Новій Іспанії". У своїх текстах він проявляв скептицизм і блиск, які будуть супроводжувати його протягом його кар'єри. У ті часи відбувся судовий розгляд нападу на Альфонсо XIII у день його весілля. Хуліо Камба був покликаний свідчити через його відносини з Матео Морралом. У деяких його статтях він пише про відносини, які він мав з анархістом.
Його життя як кореспондента починається з 1908 року, коли Хуан Арагон включив його в штаб "La Correspondencia de España". Після чого його направляють до Туреччини. Там він висвітлює вибори та зміну режиму. Після повернення з Константинополя Хуліо Камба змінив формулювання. "El Mundo" — це газета, за допомогою якої він контактує з кореспондентами в Парижі та Лондоні. У 1912 році Хуліо почав вести рубрику Diario de un Español в "La Tribuna". Згодом він повернеться до англійської столиці і надішле свої перші хроніки з Німеччини в цю газету. У 1913 почав співпрацювати з монархічною газетою ABC. Співпраця тривала аж до його смерті, за винятком деяких перерв. Одна з них (найдовша) — це те, що змусило його стати журналістом El Sol. Він працює в цій щоденній газеті 10 років (1917—1927). Повернувшись до газети Лука де Тена, він повертається до Нью-Йорка вдруге. З цього міста він пише статтю «На захист неписьменності» — виступає проти узагальнення інструкцій для всіх іспанців. Його хроніки будуть зібрані в книзі (як і багато інших): Автоматичне місто.
Під час Громадянської війни його записи (в яких він висловлював симпатії до французької сторони) публікуються в ABC (Севілья). Інша співпраця тривала два роки з газетою "Arriba" (1951-1953). У цій газеті починається переробка старих статей, які або пов'язані з сьогоденням або засновані на пам'яті автора. Ретушування і перевтілення його записів будуть звичайними з цього моменту у його працях під редакцією ABC і La Vanguardia. У 1949 році він оселився в готелі Palace в Мадриді, де прожив до самої смерті. 28 лютого 1962 року Хуліо Камба помер у результаті емболії в клініці Ковеса.

## Праці
- "¡Oh, justo, sutil y poderoso veneno!". Los escritos de la Anarquía (2014), Pepitas de calabaza, Logroño, 2014. ISBN 978-84-15862-19-2
- El destierro (1907)
- Londres (1916)
- Alemania, impresiones de un español (1916)
- Playas, ciudades y montañas (1916)
- Un año en otro mundo (1917)
- La rana viajera (1920)
- Aventuras de una peseta (1923)
- El matrimonio de Restrepo (1924)
- Sobre casi todo (1927)
- Sobre casi nada (1927)
- La casa de Lúculo o el arte de comer (1929)
- Haciendo de República (1934)
- La ciudad automática (1934)
- Esto, lo otro y lo de más allá (1945)
- Mis páginas mejores (1956). Pepitas de Calabaza, Logroño, 2012. ISBN 978-84-939437-5-2
- Ni fuh ni fah (1957)
- Millones al horno (1958)
- Caricaturas y retratos. Semblanzas de escritores y pensadores. Edición de Francisco Fuster García. Fórcola, Madrid, 2013.
- Crónicas de viaje. Impresiones de un corresponsal español. Edición de Francisco Fuster García. Fórcola, Madrid, 2014.
- Galicia. Edición de Francisco Fuster García. Fórcola, Madrid, 2015.
- Tangos, jazz-bands y cupletistas. Crónicas musicales, de Caruso a Cléo de Mérode. Edición de Pedro Ignacio López García. Fórcola, Madrid,2016.

## Зовнішні посилання
- Wikimedia Commons розміщує мультимедійну категорію про Julio Camba.
- У вікіцитаті розміщені відомі цитати з Хуліо Камби.
- Сторінка, присвячена роботі Хуліо Камби [Архівовано 27 грудня 2021 у Wayback Machine.]
- Хуліо Камба, іспанський Брілат-Саварін
- Хуліо Камба, Німеччина - враження іспанця
- Хуліо Камба через свою кореспонденцію [Архівовано 24 липня 2018 у Wayback Machine.] (pdf)